# Abisso Galathea
L'abisso Galathea è un abisso marino situato nella parte occidentale dell'Oceano Pacifico, nel Mar Cinese Meridionale. Con i suoi 10.540 m di profondità è il punto più profondo della fossa delle Filippine.

## Etimologia
L'abisso fu scoperto dall'equipaggio della nave oceanografica danese Galathea nel 1951 e ha da allora preso il nome dalla nave degli scopritori.

## Localizzazione geografica
L'abisso Galathea si trova nella zona centrale della fossa delle Filippine, a ovest dell'isola filippina di Dinagat e a nord dell'abisso Cape Johnson. Le sue coordinate sono 10°10 N e 126°38 E.